# Wilmot Fysh
Wilmot Hudson Fysh (ur. 7 stycznia 1895, zm. 6 kwietnia 1974) – as lotnictwa australijskiego Royal Australian Air Force z pięcioma potwierdzonymi zwycięstwami w I wojnie światowej. Współzałożyciel australijskich linii lotniczych Qantas.
Wilmot Hudson Fysh urodził się w Launceston na Tasmanii. Był wnukiem Filipa Fysha, premiera Tasmanii. Do armii australijskiej zaciągnął się 25 sierpnia 1914 roku. Po służbie w 3th Australian Light Horse Regiment, w lipcu 1917 roku został przyjęty do Royal Flying Corps do dywizjonu No. 67 Squadron RAF. Następnie został przeniesiony do Royal Australian Air Force do jednostki No. 1 Squadron RAAF.
Latał na samolocie Royal Aircraft Factory B.E.2 i walczył na Bliskim Wschodzie jako obserwator. Pierwsze zwycięstwo powietrzne odniósł 23 stycznia 1918 roku z pilotem kpt. S.W. Addisonem. Ostatnie cztery zwycięstwa odniósł z pilotem Paul Joseph McGinness (w tym podwójne 31 sierpnia 1918).
Po zakończeniu wojny w marcu 1919 roku powrócił do Australii. Po zakończeniu służby wojskowej razem ze swoim przyjacielem z No. 1 Squadron RAAF Paulem McGuinnessem zakupili samolot Avro 504 i założyli linie lotnicze Qantas. W 1923 roku Fysh został dyrektorem zarządzającym oraz prezesem Qantas.
W późniejszych latach został członkiem Międzynarodowego Zrzeszenia Przewoźników Powietrznych oraz jego prezesem.
W 1953 roku Fysh otrzymał tytuł szlachecki.